# Arrigo Miglio
Arrigo Miglio (San Giorgio Canavese, 18 juli 1942) is een Italiaans geestelijke en een kardinaal van de Rooms-Katholieke Kerk.
Miglio werd op 23 september 1967 priester gewijd. Vervolgens was hij werkzaam in pastorale functies.
Op 25 maart 1992 werd Miglio benoemd tot bisschop van Iglesias; zijn bisschopswijding vond plaats op 25 april 1992. Op 20 februari 1999 volgde zijn benoeming tot bisschop van Ivrea. Hij werd op 25 februari 2012 benoemd tot aartsbisschop van Cagliari.
Miglio ging op 16 november 2019 met emeritaat.
Miglio werd tijdens het consistorie van 27 augustus 2022 kardinaal gecreëerd. Hij kreeg de rang van kardinaal-priester. Zijn titelkerk werd de San Clemente. Omdat hij op het moment van creatie ouder was dan 80 jaar is hij niet gerechtigd deel te nemen aan een conclaaf.